# Пай-тавитера
Пай-тавитера (Ava, Pai, Pai Tavytera, Tavytera) — находящийся под угрозой исчезновения индейский язык, на котором говорит народ пай-тавитера, который проживает в департаментах Амамбай, Канендию, Консепсьон, Сан-Педро в Парагвае. Большинство народа перешло на язык гуарани. Также на 70 % в лексике схож с языком кайва.